# Hovedbane
En hovedbane er en vigtig jernbane, der binder store byer og landsdele sammen.
Hovedbaner har generelt den bedste udrustning og vedligeholdelse. Hastigheden er som regel højere end ved lokaltrafik, sporene kan ofte klare tung godstrafik, og vedligeholdelsesstandarden er af hensyn til begge høj. Af hensyn til kapaciteten er de ofte udformet med dobbeltspor. Trafikken varetages i første række af højhastighedstog, InterCitytog og andre fjerntog med forholdsvis få stop undervejs. På hele eller dele af strækningen kan der desuden være lokale persontog, der betjener mindre stationer undervejs. Tilsvarende vil godstogene primært være dem der skal langt, idet der dog også kan være lokale godstog.
Hovedbaner står i modsætning til sidebaner, der primært har regional og lokal betydning. Hovedbaner har som regel tilslutning til en eller flere sidebaner undervejs, der for eksempel kan forbinde en hovedbane med en større by, der ligger ud til en side. En del tog befarer begge typer baner, men i mange tilfælde skal passagererne skifte.

## Danmark
Banedanmark definerer hovedbaner således: "Hovedbaner udgør det overordnede banenet, der binder landsdelene sammen. Hovedbanestrækninger har den højeste tekniske udrustning og standard."
Banedanmark opererer desuden med regionalbaner, der defineres således: "Regionalbaner forbinder større købstæder uden for hovedbanen. Den tekniske udrustning og standard varierer." For flere regionalbaner gælder, at de nok folkeligt vil blive betragtet som hovedbaner, mens de andre vil være at betragte som sidebaner. Sidebaner omtaler Banedanmark i øvrigt som "lokalbaner", et begreb som en række danske privatbaner også bruger om sig selv.

### Danske hovedbaner
- København H – Odense – Fredericia – Århus H – Aalborg
- København H – Malmö
- Fredericia/Snoghøj – Lunderskov – Padborg
- Lunderskov – Esbjerg

### Danske regionalbaner
- København H – Helsingør
- Roskilde – Holbæk
- Ringsted – Nykøbing F
- Tinglev – Sønderborg
- Vejle – Herning – Struer
- Skanderborg – Herning
- Langå – Struer
- Aalborg – Frederikshavn

### Danske sidebaner
- Thybanen (Thisted – Struer)
- Aarhus Nærbane (Grenaabanen og Odderbanen) på stækningen (Grenå – Århus – Odder). Grenåbanen er en statsbane, mens Odderbanen er en privatbane.
- Bramming-Tønder-banen (forbindelse i Tønder med Nord-Ostsee-Bahn)
- Den vestjyske længdebane (Esbjerg – Varde – Skjern – Ringkøbing – Holstebro – (Struer Station))
- Herning-Skjern-banen (Herning – Skjern)
- Svendborgbanen (Odense – Svendborg)
- Nordvestbanen (Kalundborg – Holbæk)
- Lille Syd (Roskilde – Køge – Næstved)

## Sverige
I Sverige kaldes hovedbaner for stambaner (stambanar). I 1854 besluttede den svenske Riksdag at staten skulle anlægge et antal hovedbaner. De øvrige baner skulle anlægges af private selskaber og konsortier. Hovedbanerne blev anlagt fra 1850'erne til 1892, hvor hovedbanen gennem øvre Norrland var færdig.
Den svenske stats jernbaneanlæg ophørte ikke i 1892. Gennem nationaliseringer og overdragelser ved konkurser, overtog staten ansvaret for, og ejerskabet af, flere og flere jernbanestrækninger. I begyndelsen af 1900-tallet anlagde man, især i Norrland, nye baner. Disse nye baner blev dog ikke kaldt hovedbaner, men eksempelvis Inlandsbanan. En overgang i 1800-tallet gik 70 procent af de svenske statsudgifter til jernbaneanlæg, og staten måtte længe betale renter til især tyske långivere, hvilket dog løste sig selv med 1. verdenskrigs inflation.
I dag er "hovedbane" ikke en officiel definition på en bestemt form for jernbane i Sverige. Udtrykket indgår dog i navne, som anvendes på visse banedele. De nuværende navne blev fastlagt af Banverket i 1990, og adskiller sig noget fra de oprindelige navne.
Fra begyndelsen var det planlagt, at Södra stambanan skulle gå fra Malmö via Nässjö til Falköping, hvor den blev forbundet med Sveriges første hovedbane, den vestlige (Västra stambanan). Jernbanen Nässjö-Katrineholm blev anlagt senere, og fik navnet Östra stambanan. Med tiden er hele strækningen Malmö-Nässjö-Katrineholm (hvor banen mødes med Västra stambanan) dog blevet til Södra stambanan, hvilket blev banens navn i 1990.
Strækningen Nässjö-Falköping har fået navnet Jönköpingsbanan. Med "Norra stambanan" mente man en gang strækningen (Stockholm-)Uppsala-Avesta Krylbo-Ockelbo-Ljusdal-Ånge, men i dag dækker navnet strækningen via Gävle i stedet for Avesta Krylbo.

### Svenske hovedbaner
- Västra stambanan: Stockholm-Södertälje-Katrineholm-Hallsberg-Skövde-Göteborg
- Östra stambanan/Södra stambanan: (Stockholm-)Katrineholm-Norrköping-Linköping-Nässjö-Alvesta-Hässleholm-Malmö, hvor den er forbundet med Øresundsbanen/Øresundsforbindelsen til Danmark
- Norra stambanan: (Stockholm-)Uppsala-Gävle-Ockelbo-Ljusdal-Ånge
- Stambanan genom övre Norrland: (Ånge-)Bräcke-Vännäs-Boden
- Värmlandsbanan (tidligere Nordvästra stambanan): Laxå-Charlottenberg til den norske grænse, hvor den er forbundet med Kongsvingerbanen

## Finland
I dag menes med "hovedbanen" strækningen fra Helsinki(Helsingfors) via Tampere(Tammerfors), Haapamäki, Seinäjoki og Kokkola(Gamlakarleby - i dag Karleby) til Oulu(Uleåborg) og videre nordpå. Ved slutningen af 1800-tallet udgjorde denne strækning sammen med banerne Kotka-Kuopio, Vyborg(Viborg/Viipuri)-Joensuu og Helsinki-Sankt Petersborg hovedstrækningerne.
En ny hovedbane Tammerfors - Seinäjoki via Parkano blev bygget og stod färdig 1970. Den gamle hovedbane via Haapamäki blev reduceret til en sidebane.

### Hovedbanens ibrugtagelsesår
- 1862: Helsinki-Hämeenlinna (Tavestehus)
- 1876: Tavastehus-Tampere (Tammerfors)
- 1882: Tampere (Tammerfors)-Haapamäki-Seinäjoki
- 1885: Seinäjoki-Kokkola (Gamlakarleby - i dag Karleby)
- 1886: Kokkola-Oulu-Tuira-Toppila
- 1970: Tammerfors-Parkano-Seinäjoki

### Banedele
- Helsinki-Riihimäki-banen
- Riihimäki-Tampere-banen
- Tampere-Seinäjoki-banen
- Pohjanmaa-banen (Seinäjoki-Oulu)